# 芦野李沙
芦野 李沙（あしの りさ、1990年3月23日 - ）は、日本の元女子バレーボール選手。

## 来歴
山形県東根市出身。テレビでバレーボールを見て憧れたのがきっかけで、11歳でバレーボールを始める。
2008年、パイオニアレッドウィングスに入団。2012年6月、同チームを退団し、チャレンジリーグの柏エンゼルクロス（現・千葉）に移籍した。2013年、柏を退団。

## 所属チーム
- 神町小（神町スポーツ少年団）
- 神町中
- 米沢中央高（2005-2008年）
- パイオニアレッドウィングス（2008-2012年）
- 柏エンゼルクロス（2012-2013年）

## エピソード
- パイオニア、仙台ベルフィーユでプレーした芦野真未は実妹である。